# Polygona
Polygona is een geslacht van weekdieren uit de klasse van de Gastropoda (slakken).

## Soorten
- Polygona abbotti (Snyder, 2003)
- Polygona anapetes (Woodring, 1964)
- Polygona angulata (Röding, 1798)
- Polygona bayeri (Petuch, 2001)
- Polygona bernadensis (Bullock, 1974)
- Polygona brevicaudata (Reeve, 1847)
- Polygona concentrica (Reeve, 1847)
- Polygona devyanae (Rios, Costa & Calvo, 1994)
- Polygona infundibulum (Gmelin, 1791)
- Polygona jucunda (McGinty, 1940)
- Polygona lactea (Matthews-Cascon, Matthews & Rocha, 1991)
- Polygona martini (Snyder, 1988)
- Polygona nemata (Woodring, 1928)
- Polygona paulae Petuch, 2013
- Polygona socorroensis (Hertlein & Strong, 1951)
- Polygona tumens (Carpenter, 1856)
- Polygona vermeiji (Petuch, 1986)